# Robert Cheeke
Robert Cheeke (ur. 2 marca 1980 r. w Corvallis w stanie Oregon), amerykański kulturysta i model fitness.

## Biogram
Wychowywał się w Corvallis w Oregonie − miejscu swojego urodzenia. Kontakt ze zwierzętami, w otoczeniu których dorastał, przyczynił się do ukształtowania wegańskiego stylu życia Cheeke'a.
Treningi siłowe rozpoczął w 1999 roku, a już rok później został zawodnikiem konkurencji kulturystycznych. W roku 2006 odnotował największy sukces w całej swojej karierze, zwyciężając w zawodach Natural Bodybuilding World Championships.

## Osiągi (wybór)
- 2005:
  - INBA Northwestern USA Natural Bodybuilding Overall Novice Championships − zwycięzca
  - INBA Natural World Championships − II m-ce
- 2006:
  - Natural Bodybuilding World Championships − zwycięzca
- 2009:
  - Northwestern USA Natural Bodybuilding Championships − zwycięzca